# Оккелс, Вюббо Йоханнес
Вю́ббо Йоха́ннес О́ккелс (нидерл. Wubbo Johannes Ockels; 28 марта 1946, Алмело — 18 мая 2014, Амстердам) — нидерландский физик, астронавт Европейского космического агентства. Первый нидерландский подданный, побывавший в космосе.

## Образование, работа
Детство провёл в Гронингене. Окончив в 1973 году Университет Гронингена, получил степень доктора физики и математики. В течение следующих трёх лет работал научным сотрудником в Институте ядерных ускорителей (Kernfysisch Versneller Instituut, KVI) в Гронингене. В 1978 году там же защитил диссертацию (Ph.D.).

## Космическая подготовка

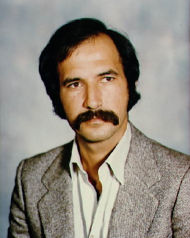
Вюббо Оккелс в молодости

18 мая 1978 года Вюббо Оккелс вместе с Ульфом Мербольдом и Клодом Николье был отобран Европейским космическим агентством в первую группу европейских астронавтов как кандидат для участия в полёте лаборатории «Спейслэб-1». После этого он приступил к общекосмической подготовке в Космическом центре им. Джонсона (США), которая была завершена в августе 1981 года.
В ноябре — декабре 1983 года, когда состоялся первый полёт научной лаборатории «Спейслэб-1» на борту шаттла «Колумбия» (STS-9) с участием астронавта ЕКА Ульфа Мербольда, Оккелс был его дублёром. Во время миссии он был также координатором связи с экипажем.
В феврале 1985 года назначен в экипаж STS-61-A.

## Полёт на «Челленджере»
Свой единственный полёт в космос 39-летний Вюббо Оккелс совершил 30 октября — 6 ноября 1985 года на борту шаттла «Челленджер» (STS-61-A) в качестве специалиста по полезной нагрузке. Миссия была организована совместно США и ФРГ. В грузовом отсеке шаттла был размещён герметичный модуль «Spacelab D-1», в котором было проведено более 70 экспериментов по космическому материаловедению, биологии, ботанике, навигации. Научная программа полёта контролировалась из Оберпфаффенхофена (Германия).
Это был единственный старт шаттла, в котором участвовали три специалиста по полезной нагрузке (все они были европейцами) и на борту корабля находилось восемь астронавтов.
Длительность полёта составила 7 суток 00 ч 44 мин 51 с.
Статистика
| # | Стартовый корабль  | Старт                 | Экспедиция | Корабль посадки    | Посадка               | Налёт                       | Выходы в открытый космос | Время в открытом космосе |
| - | ------------------ | --------------------- | ---------- | ------------------ | --------------------- | --------------------------- | ------------------------ | ------------------------ |
| 1 | Челленджер STS-61A | 30.10.1985, 17:00 UTC | STS-61A    | Челленджер STS-61A | 06.11.1985, 17:44 UTC | 07 суток 00 часов 44 минуты | 0                        | 0                        |
|   |                    |                       |            |                    |                       | 07 суток 00 часов 44 минуты | 0                        | 0                        |

## Послеполётная деятельность
Сразу после завершения полёта Вюббо Оккелс покинул отряд астронавтов ЕКА. В 1986 году он был назначен в Европейский центр космических исследований и технологий (European Space Research and Technology Centre, ESTEC) в Нордвейке, где занимался вопросами обеспечения пилотируемых полётов. Позже Оккелс стал заведующим  отделом обучения и просвещения ЕКА в Нордвейке. Всё это время он по совместительству занимал должность профессора на факультете аэрокосмических исследований в Делфтском техническом университете.
С сентября 2003 года, продолжая тесное сотрудничество с ЕКА, он перешёл на постоянную работу в Делфтский технический университет, где стал заниматься вопросами использования альтернативных источников энергии. В частности, Оккелс участвовал в таких инновационных проектах, как Laddermill (использование энергии ветра с помощью кайтов) и Nuna (автомобиль, использующий солнечные батареи), а также Superbus (скоростной электрический автобус).
Является членом Американского физического общества и Европейского физического общества.
На парламентских выборах 2006 года был «последним кандидатом», или «толкачом списка» (известная личность, замыкающая избирательный список политической партии в Нидерландах), от Зелёных левых.
В честь Вюббо Оккелса Международным астрономическим союзом был назван небольшой астероид, находящийся на орбите между орбитами Марса и Юпитера — 9496 Ockels.
В 2008 году В. Оккелс был прооперирован по поводу рака почки, однако через пять лет у него был обнаружен рецидив опухоли. Скончался 18 мая 2014 года в амстердамском госпитале имени Левенгука на 69-м году жизни.

## Семья
Был женат, двое детей.